# Kamchatkite
La kamchatkite è un minerale.